# Brad Delson
Bradford Philip Delson, Big Bad Brad, född 1 december 1977 i Los Angeles, Kalifornien i USA, är en amerikansk gitarrist, mest känd för sin medverkan i nu-metal-bandet Linkin Park. Delson spelar på nerstämda PRS-gitarrer eller sjusträngade Ibanez-gitarrer.
Delson växte upp i Agoura i Kalifornien och var vän med Mike Shinoda genom hela barndomen. 1996 bildade de gruppen Xero. De förblev nära vänner, trots att de gick på olika college. Delson gick på UCLA, där han träffade sin rumskamrat Dave Farrell, basist i ett lokalt punkband, "the Tasty Snax". Brad övertalade Dave att gå med i Hybrid Theory, som precis bytt namn från "Xero". Han tog examen 2000 från en kommunikationslinje. Hybrid Theory fick ett skivkontrakt och slog igenom som Linkin Park i slutet av samma år.
Brad tar hand om affärerna i Linkin Park, tillsammans med sin pappa, Donn Delson. Han är också ombudsman för Linkin Parks Machine Shop Records skivbolag, mest känd som handledare för Fort Minors "The Rising Tied" som släpptes 2005.
Brad har kritiserats för att han spelar för enkla gitarrstycken och för att han aldrig framför solon.[källa behövs] Han förklarar detta med att han försöker få sitt spelande att låta som en keyboard för att passa in med hip hop- och electronicasoundet som bandet har. Sommaren 2006 spelade Linkin Park vid Summer Sonic Festival, med Metallica som värd. Det var där bandet debuterade med en låt, kallad Qwerty, i vilken Delson förstummade fans med att spela det som många tycker är det tyngsta gitarriffet bandet någonsin gjort.[källa behövs] Det har också blivit bekräftat, av Chester Bennington i en intervju med MTV, att Delson kommer att spela ett minutlångt solo, i sången "The Little Things Give You Away" från det kommande albumet Minutes to Midnight. Brad har ett särskilt kännetecken på scen, och det är att han oftast använder ett par stora hörlurar. Dessa hörlurar är designade av Mike Shinoda och honom själv, och han har sagt att anledningen att han har dem är att det hjälper honom att komma in i sin egen ”zon” när han spelar.[källa behövs]